# დ
Doni (asomtavruli Ⴃ, nuskuri ⴃ, mkhedruli დ, mtavruli Დ) là chữ cái thứ 4 trong bảng chữ cái Gruzia.
Trong hệ thống chữ số Gruzia, დ có giá trị là 4.
დ thường đại diện cho âm tắc răng hữu thanh Lỗi Lua trong Mô_đun:IPA tại dòng 52: invalid option '%T' to 'format'., giống như cách phát âm của ⟨d⟩ trong "dome".

## Chữ cái
| asomtavruli | nuskuri | mkhedruli |
| ----------- | ------- | --------- |
|             |         |           |

## Mã hóa máy tính
| asomtavruli | nuskuri | mkhedruli |
| ----------- | ------- | --------- |
| U+10A3      | U+2D03  | U+10D3    |

## Chữ nổi
| mkhedruli |
| --------- |
|           |